# Andrea Julin
Andrea Julin (* 4. April 1994) ist eine ehemalige finnische Skilangläuferin.

## Werdegang
Julin, die für den IF Minken startete, lief im Dezember 2011 in Vuokatti erstmals im Scandinavian-Cup. Dabei belegte sie den 64. Platz über 10 km Freistil und den 37. Platz über 10 km klassisch. Bei den Nordischen Junioren-Skiweltmeisterschaften 2013 in Liberec errang sie den 23. Platz im Sprint. Im März 2013 debütierte sie in Lahti im Skilanglauf-Weltcup und kam dabei auf den 46. Platz im Sprint. Bei den Nordischen Junioren-Skiweltmeisterschaften 2014 im Fleimstal belegte sie den 37. Platz über 5 km klassisch und den 31. Platz im Sprint. Zu Beginn der Saison 2016/17 holte sie in Ruka mit dem 28. Platz im Sprint ihre ersten Weltcuppunkte. Bei den Nordischen Junioren-Skiweltmeisterschaften 2017 in Soldier Hollow errang sie den 41. Platz im Sprint. Im Februar 2017 kam sie bei den nordischen Skiweltmeisterschaften in Lahti auf den 40. Platz im Sprint. In der Saison 2018/19 erreichte sie in Otepää mit dem 18. Platz im Sprint ihre beste Platzierung im Weltcup und startete im Februar 2020 in Lahti letztmals im Weltcup, wobei sie den 47. Platz über 10 km klassisch errang.